# Танзанија на Светском првенству у атлетици у дворани 2012.
Танзанија је учествовала на 14. Светском првенству у атлетици у дворани 2012. одржаном у Истанбулу од 9. до 11. марта десети пут. Репрезентацију Танзаније представљао је један атлетичар, који се такмичио у трци на 3.000 метара.
На овом првенству такмичар Танзаније није освојио ниједну медаљу али је оборио лични рекорд.

## Учесници
Мушкарци:
- Корнелијус Панга — 3.000 м

## Резултати

### Мушкарци
| Атлетичар        | Дисциплина | Лични рекорд | Квалификације | Квалификације | Финале               | Финале  | Детаљи |
| Атлетичар        | Дисциплина | Лични рекорд | Резултат      | Место         | Резултат             | Место   | Детаљи |
| ---------------- | ---------- | ------------ | ------------- | ------------- | -------------------- | ------- | ------ |
| Корнелијус Панга | 3.000 м    |              | 8:15,20 ЛР    | 11. у гр. 2   | Није се квалификовао | 21 / 21 |        |